# 周家山镇
周家山镇，是中华人民共和国陕西省汉中市勉县下辖的一个乡镇级行政单位。

## 行政区划
周家山镇下辖以下地区：
柳营社区、娘娘庙村、明星村、团结村、红光村、周家山村、留旗营村、弥陀寺村、柳丰村、联丰村、黄沙村、春风村、春光村、新光村和前进村。